# Paint Creek Township (comté d'Allamakee, Iowa)
Paint Creek Township est un township, du comté d'Allamakee en Iowa, aux États-Unis,.
Il est organisé en 1852.